# Plebejus lotis
Plebejus lotis är en fjärilsart som beskrevs av Joseph Albert Lintner 1879. Plebejus lotis ingår i släktet Plebejus och familjen juvelvingar. Inga underarter finns listade i Catalogue of Life.